# Biopharmakon
Biopharmaka (Einzahl: Biopharmakon; auch Biologika, lateinisch biologica oder englisch biologicals und biologics) sind Arzneistoffe, die mit Mitteln der Biotechnologie und gentechnisch veränderten Organismen hergestellt werden. Biopharmaka gehören zu den wachsenden Geschäftsfeldern der Pharma- und Biotechnologieindustrie. Abzugrenzen hiervon ist das Gebiet der Biopharmazie.

## Prinzip, Herstellung und Anwendungsgebiete
Biopharmaka werden mit großem technologischen Aufwand sowie aufwändigen Entwicklungs- und Fertigungsmethoden hergestellt. Sie sollen gezielt in die Vorgänge des Körpers eingreifen.
Produziert werden Proteine (inklusive monoklonaler Antikörper) und Nukleinsäuren (DNA, RNA wie Antisense-RNA, sowie Antisense-Oligonukleotide). Diese können in der Diagnostik, aber auch für die Therapie eingesetzt werden, so z. B. in der Krebsbekämpfung. Es können auch veränderte menschliche Zellen dazu gerechnet werden: wenn eigene Blutzellen im Zuge eines adoptiven Zelltransfers dem Körper entnommen, im Labor genetisch verändert, vermehrt und wieder verabreicht werden, z. B. die CAT-Lymphozyten bei Behandlung von bestimmten Leukämien.
Die Herstellung kann prinzipiell mit Hilfe tierischer oder pflanzlicher Organismen geschehen. Biopharmaka können von Mikroorganismen (z. B. rekombinante Escherichia coli oder Hefekulturen), Zelllinien von Säugetieren (z. B. CHO-Zellen) sowie von Pflanzen (pflanzliche Gewebekultur) in Bioreaktoren hergestellt werden. Werden Biopharmaka mit Hilfe genetisch veränderter Pflanzen produziert (Pflanzenbiotechnologie), bezeichnet man die Pflanzen als Pharmapflanzen.

## Wirkstoffgruppen
Wichtige Gruppen, in denen biotechnologisch hergestellte Wirkstoffe eingesetzt werden, sind etwa:
- Blutgerinnungsfaktoren (z. B. Octocog alfa, Nonacog alfa)
- Fibrinolytika (Gewebespezifische Plasminogenaktivatoren wie Alteplase)
- Hormone (z. B. Insulin, Gonadotropine, Wachstumshormone wie Somatotropin)
- Hämatopoetische Wachstumsfaktoren (Erythropoietin, Koloniestimulierende Faktoren wie G-CSF)
- Interferone (Interferon-α, -β, -γ)
- Interleukin-Analoga, z. B. rekombinantes Interleukin-2 (rIL-2, Aldesleukin)
- Impfstoffe (z. B. Hepatitis-B-Impfstoff)
- Monoklonale Antikörper
- Wirkstoffe, die unmittelbar auf die Genexpression (Transkription, Translation) einwirken (z. B. Transkriptionsfaktoren, siRNAs oder microRNAs)
- Sonstige Produkte (Tumornekrosefaktor-Superfamilie, therapeutische Enzyme)

## Forschung und Ergebnisse

Zentrale Zulassungen für humanmedizinische Biotechnologika, ATMP und RNA- /DNA-Therapeutika in der EU, dargestellter Zeitraum seit 2011 (Zahlen gemäß vfa-Datenbanken)

Ein Ziel der Forschung und Entwicklung auf dem Gebiet der Biopharmaka (der entsprechende Wissenschaftszweig wird Pharmazeutische Biotechnologie genannt) ist es, eine sichere Alternative zu den herkömmlichen Produktionssystemen, wie z. B. CHO-Zellen, zu entwickeln. Dabei werden GMP-Bedingungen am besten eingehalten, wenn die Pharmazeutika in abgeschlossenen Behältnissen kultiviert werden, z. B. in Bioreaktoren.
Das erste Biopharmakon, das für therapeutische Zwecke zugelassen wurde, war ein mittels rekombinanter DNA biosynthetisch hergestelltes Insulin aus E. coli (rHI, Handelsname Humulin, entwickelt von Genentech, jedoch lizenziert an Eli Lilly, Markteinführung 1982).
Das erste aus der Milch einer gentechnisch veränderten Ziege gewonnene Arzneimittel war rekombinantes Antithrombin (ATryn). Es wurde im August 2006 in der EU für die Vermarktung zugelassen, im Jahr 2009 folgte die Zulassung in den USA.
Die Zahl von Patenten für Biopharmaka ist seit den 1970er Jahren rasant angestiegen. 1978 bestanden insgesamt 30 Patente, 1995 bereits 15.600, 2001 wurden schon 34.527 Anmeldungen eingereicht.
Gemessen an den Umsatzzahlen und dem Spektrum möglicher medizinischer Indikationen ist das bedeutendste Biopharmakon weltweit Erythropoetin (Stand 2008). Rekombinante Antikörper machten (Stand 2008) ca. 30 % aller in der klinischen Prüfung befindlichen Biopharmaka aus; das zeigt, welches Potential für das Wachstum der Biotechnologie in der Produktion dieser Produkte steckt.
Eine genaue Beschäftigung des Institutes für Qualität und Wirtschaftlichkeit im Gesundheitswesen (IQWiG) im Jahr 2013 ergab, dass neun Biologika für die Anwendung bei rheumatoider Arthritis sinnvoll sind, auch wenn Langzeitdaten und Direktvergleiche noch fehlen. Abatazept (englisch abatacept), Adalimumab, Certolizumab pegol, Golimumab und Tocilizumab unterstützten die Remission, linderten Symptome und erhöhten den körperlichen Funktionsstatus und die Lebensqualität. Bei Anakinra, Etanercept, Infliximab und Rituximab gebe es zwar keine Belege, aber zumindest Hinweise, dass sie in der Therapie der rheumatoiden Arthritis einen Nutzen bringen.

## Biosimilars
Biosimilars sind wirkstoffähnliche Nachfolgeprodukte von Biopharmaka. Sie gehören nicht zur Produktklasse der Generika. Bei Zulassung niedermolekularer chemischer Generika darf sich der Hersteller auf die pharmakologischen und klinischen Studien des Originalproduktes beziehen, die bei Erstzulassung eingereicht wurden. Biosimilars sind biotechnologisch erzeugte, proteinbasierte Nachahmer-Arzneistoffe, die nach dem Ablauf der Patentzeit eines Originalwirkstoffs zugelassen werden. Als Biotechnologie-Erzeugnisse unterliegen sie natürlichen Schwankungen, beispielsweise in der Isoform-Verteilung, was dazu führt, dass keine Charge der anderen zu hundert Prozent gleicht. Selbst innerhalb einer einzelnen Charge kann es zu minimalen Abweichungen kommen. Deshalb können auch Referenzprodukt und Biosimilar nie völlig identisch sein und man spricht von Similarität, also Ähnlichkeit. Obwohl es Unterschiede in der Quantität spezifischer Varianten geben kann, darf ein Biosimilar keine klinisch relevanten Unterschiede zum Originalwirkstoff haben und muss äquivalente Sicherheit und Wirkung zum Originalwirkstoff aufweisen. Ihre Zulassung erfordert aufwändigere Verfahren und Überwachungsmaßnahmen als bei klassischen Generika.
Aus Sicht der Arzneimittelkommission der Deutschen Ärzteschaft AkdÄ sind auf Grund der Anforderungen bei der Zulassung die Nachweise für Wirksamkeit, Qualität und Unbedenklichkeit vorhanden. Biosimilars sind den Originalpräparaten gleichwertig und können am Beginn einer Behandlung ebenso eingesetzt werden wie diese.

## Namensgebung
Für Wirkstoffe in Biosimilars ist die Benennung international nicht einheitlich geregelt. In Europa wird das INN-System in gleicher Weise für einen Wirkstoff eines Originalarzneimittels wie auch dessen Biosimilars benutzt, so dass alle einen identischen INN-Namen tragen. Dies verhindert eine von proprietären Namen losgelöste Unterscheidbarkeit, was in bestimmten Fällen problematisch sein kann.
Im Januar 2017 veröffentlichte die US-Food and Drug Administration (FDA) eine Leitlinie für die Benennung von biologischen Arzneimitteln. Demzufolge wird an den INN eines biotechnologisch hergestellten Wirkstoffs ein Vier-Buchstaben-Suffix ohne eigene Bedeutung angefügt (z. B. Infliximab-abda, Infliximab-dyyb, Infliximab-qbtv). Zunächst nur bei Biosimilars praktiziert, erhalten inzwischen auch neu zugelassene Original-Biologika ein solches Suffix. Auch wurden in einigen Fällen 3-Buchstaben-Präfixe vergeben, um Originator-Varianten zu differenzieren.
In Japan verlangen die Vorschriften ebenfalls, einen Biosimilar-Wirkstoff mit einem eindeutigen, nicht geschützten Namen (Japanese Accepted Name, JAN) zu kennzeichnen. Für einen Biosimilar-Wirkstoff ist der INN desjenigen im Referenzprodukt zu nennen, gefolgt von dem Zusatz „biosimilar“ und einer (in der Reihenfolge der Zulassung) fortlaufenden Nummer (z. B. filgrastim biosimilar 1, filgrastim biosimilar 2 usw.).
Die australische Behörde TGA verkündete im Januar 2018, das bestehende System des Australian Biological Name (ABN) beibehalten und keine zum INN zusätzlichen nicht-proprietären Kennzeichnungen wie etwa das 4-Buchstaben-Suffix in den USA anwenden zu wollen. Für Meldungen im Rahmen der Pharmakovigilanz sei zusätzlich zum Wirkstoffnamen obligatorisch der Handelsname des Präparats anzugeben, für alle generellen Belange werde zur Identifizierung des Arzneimittels auf der Verpackung ein Barcode nach EU-Vorbild eingeführt.

## Kosten von Biopharmaka
Biotechnologisch hergestellte Arzneimittel gehen mit hohen Jahrestherapiekosten einher. In Deutschland entfallen rund 13 Prozent der Arzneimittelausgaben, die im Jahr 2011 zu Lasten der GKV 27,1 Milliarden € betrugen, auf diese Klasse. In der Schweiz hatten Biologika 2020 mit 1,5 Milliarden Schweizer Franken einen Anteil von 23 % an den gesamten Aufwendungen für Arzneimittel.